# ミ・アモーレ
「ミ・アモーレ〔Meu amor é･･･〕」は、日本の歌手である中森明菜の楽曲。この楽曲は中森の11枚目のシングルとして、1985年3月8日にワーナー・パイオニアのリプリーズ・レコードレーベルよりリリースされた (EP: L-1668)。1996年には日本のフォークデュオの狩人、2004年には、日本の女優で歌手の片瀬那奈がこの楽曲をカバーし、どちらもシングルとしてリリースされた。

## 背景
「ミ・アモーレ〔Meu amor é･･･〕」は、1985年8月10日発売のスタジオ・アルバム『D404ME』からの先行シングルとして、1985年3月8日にシングル・レコード (EP: L-1668)で発売された。スタジオ・アルバム『D404ME』には、この楽曲のSPECIAL VERSIONが収録された。シングル・レコードのライナーノーツには本曲の楽譜が掲載された。加えて、特典用の応募用紙も封入され、内容は、抽選で1985名に「明菜特製ゴールドディスク」をプレゼントするというもので、この年の1年間に発売された本作以降の中森のシングルやアルバム（カセット・CD）の全6作品（『BITTER AND SWEET』、「赤い鳥逃げた」、「SAND BEIGE -砂漠へ-」、『D404ME』、「SOLITUDE」、『MY BEST THANKS』）にそれぞれ応募シールが封入されていた。
この楽曲は、中森のシングルでは「北ウイング」以来となる康珍化が作詞し、作曲と編曲には日本のラテンフュージョンミュージシャンで、ジャズ・ピアニストでもある松岡直也を迎えた。Meu amor éとは、歌の舞台のブラジルリオデジャネイロでの公用語ポルトガル語で、「私の恋人は」、「私の愛は」などの意味を持つ。シングル盤のディスクジャケットには「MI・AMORE」という表記も存在する。これは当初、スペイン語「Mi」とイタリア語「amore」が混ざったタイトルで発表されたためである。
この楽曲は後の作品でも新録されており、1995年12月リリースのベスト・アルバム『true album akina 95 best』と、2002年12月リリースのベスト・アルバム『Akina Nakamori〜歌姫ダブル・ディケイド』にそれぞれ収録された。2010年には、中森をモチーフとしたパチンコ台『CR中森明菜・歌姫伝説〜恋も二度目なら〜』にて本曲が新録された。1985年5月1日には、「ミ・アモーレ〔Meu amor é･･･〕」の異名本曲異歌詞曲である「赤い鳥逃げた」を12インチシングルで発売した。
シングル盤「ミ・アモーレ〔Meu amor é･･･〕」のB面として発表された「ロンリー・ジャーニー」は、EPOの作詞・作曲で、清水信之が編曲を手掛けた楽曲である。

## 批評
『Hotwax presents 歌謡曲 名曲名盤ガイド 1980's』の馬飼野元宏は「ミ・アモーレ〔Meu amor é･･･〕」について、「歌謡曲と相性のいいラテン・サウンドをベースとした楽曲で、メロディ自体は馴染み易いが、歌詞1番ではA-B-A'-サビという流れが、2番ではA-Bの前半-A'の後半-サビになる複雑な構成を違和感なく聴かせる。」と批評した。また、「『北ウイング』で始まった旅情シリーズが『SAND BEIGE -砂漠へ-』『AL-MAUJ』などのエスニック歌謡へと向かう分岐点となった作品でもある。」と指摘した。『CDジャーナル』は、中南米音楽やタンゴといった要素を導入した楽曲であり、これらの音楽が持つ憂いが中森の個性とよく噛み合っており、この巡り合いは必至であったであろうと批評している。

## 主な受賞
「ミ・アモーレ〔Meu amor é･･･〕」は、第27回日本レコード大賞で日本レコード大賞を受賞した。

## チャート成績
この楽曲は、TBS系音楽番組『ザ・ベストテン』では、1985年4月11日の放送で1位を記録し、1985年度の年間総合ベストテンでは、第3位を記録した。オリコン週間シングルチャートでは、1985年3月18日付で初登場・最高順位ともに1位を記録し、翌週の1985年3月25日付でも2週連続となる1位を記録した。同チャートの100位以内においては、計19週に渡ってランクインしている。また、1985年度のオリコン年間シングルチャートでは、2位を記録し、63万枚を上回る売り上げとなった。「ミ・アモーレ〔Meu amor é･･･〕」は、中森のシングル楽曲では「セカンド・ラブ」に次いで2位の売上枚数記録となっている。

## ライブ・パフォーマンス
「ミ・アモーレ〔Meu amor é･･･〕」はリリース後、TBS系の『ザ・ベストテン』やフジテレビ系の『夜のヒットスタジオDELUXE』などの音楽番組で披露した。1985年に行われた第36回NHK紅白歌合戦でも歌唱した。また、『日本作曲大賞』では作曲者の松岡直也をピアニストに迎えて披露している。コンサート・ツアーでは、1985年開催のBITTER & SWEET以降、1997年のFelicidadや、2001年のALL ABOUT AKINA 20th Anniversary IT'S BRAND NEW DAY、2002年のMUSICA FIESTA TOUR 2002、2004年のAKINA NAKAMORI A-1 tour 2004、2006年のAKINA NAKAMORI LIVE TOUR 2006 〜The Last destination〜などで披露した。
B面の「ロンリー・ジャーニー」は、当時の音楽番組ではNHKの『レッツゴーヤング』にて歌唱された。

## 収録曲
| #         | タイトル                          | 作詞      | 作曲      | 編曲      | 時間 |
| --------- | --------------------------------- | --------- | --------- | --------- | ---- |
| A.        | 「ミ・アモーレ〔Meu amor é･･･〕」 | 康珍化    | 松岡直也  | 松岡直也  | 3:53 |
| B.        | 「ロンリー・ジャーニー」          | EPO       | EPO       | 清水信之  | 4:54 |
| 合計時間: | 合計時間:                         | 合計時間: | 合計時間: | 合計時間: | 8:47 |

### 規格
- 1988年6月25日 - 8cmCD: 10SL-140[33]
- 1988年12月21日 - CT: 10L5-4050[34]
- 1998年11月26日 - 12cmCD: WPC6-8668[35]
- 2008年11月12日 - デジタル・ダウンロード[36][37]
- 2014年6月18日 - 12cmCD, Singles Box 1982-1991の一枚として

### 価格
- 発売当時の値段は700円

## クレジット
スタッフ
- photo by 篠山紀信

参加ミュージシャン
| - キーボード: 松岡直也 - エレクトリックベース: 高橋ゲタ夫 - ドラムス: 広瀬徳志 - エレクトリックギター: 和田アキラ - ラテンパーカッション: 三島一洋、フランシス・シルヴァ | - カヴァキーニョ: 井上満 - トランペット: 吉田憲司、林研一郎、岸義和 - トロンボーン: 西山健治、中沢忠孝、花坂義孝 - ストリングス: 友田啓明グループ - コーラス: Eve |

## 収録作品
ミ・アモーレ〔Meu amor é･･･〕
- 『BEST』[38][13]

## セルフカバー
「ミ・アモーレ〔Meu amor é･･･〕」の作曲と編曲を手掛けた松岡直也が1985年に発表したアルバム『ONE LAST FAREWELL〜Naoya Matsuoka best selection』にて、この楽曲をインストゥルメンタルでセルフカバーしている。また、1994年発表のアルバム『ヴィーナスを探せ』ではボーナス・トラックとして新録音された。

## 狩人版
1996年5月25日に、狩人が中森の楽曲「ミ・アモーレ〔Meu amor é･･･〕」をカバーし、彼らのシングルとしてCDシングル (8cmCD: PSDF-5024)とシングルカセット (CT: PSSF-5024)の2形態でY.J.サウンズ（販売元はポリスター）より同時発売された。楽曲のアレンジは奥居史生が手掛けた。この楽曲はノエビア『コスメティック・ルネッサンス』のCMソングとしてOAされ、2003年2月には、テレビCMに使用された楽曲を集めたコンピレーション・アルバム『COSMETIC RENAISSANCE NOEVIR CM HITS!』(M-8)にも収録された。
| #         | タイトル                                       | 作詞       | 作曲       | 編曲      | 時間  |
| --------- | ---------------------------------------------- | ---------- | ---------- | --------- | ----- |
| 1.        | 「ミ・アモーレ (Meu amor é･･･)」               | 康珍化     | 松岡直也   | 奥居史生  | 4:23  |
| 2.        | 「戻らぬ夜（ニュー・ヴァージョン）」           | かとう高道 | かとう邦彦 | 芳野藤丸  | 4:42  |
| 3.        | 「ミ・アモーレ (Meu amor é･･･)」(カラオケ)     |            |            |           | 4:23  |
| 4.        | 「戻らぬ夜（ニュー・ヴァージョン）」(カラオケ) |            |            |           | 4:42  |
| 合計時間: | 合計時間:                                      | 合計時間:  | 合計時間:  | 合計時間: | 18:20 |

## 片瀬那奈版
片瀬那奈が中森の楽曲の「ミ・アモーレ〔Meu amor é･･･〕」をカバーし、片瀬の5枚目のシングルとして2004年3月10日にマキシシングル（CCCD、規格品番: AVCD-30566）でavex traxよりリリースされた。この楽曲は、彼女の2004年4月21日発売のカバー・アルバム『EXTENDED』からの先行シングルとして発表された。『EXTENDED』には、この楽曲のミュージック・ビデオが収録された。楽曲のアレンジはShoichiro Hirataが手掛けた。また、楽曲は、日本テレビ『汐留スタイル!』〜HAPPY LIFE COLLECTION〜 stylish play 038に使用された。
| 全作詞: 康珍化、全作曲: 松岡直也、全編曲: Shoichiro Hirata。 |                                                                        |        |            |      |
| #                                                            | タイトル                                                               | 作詞   | 作曲・編曲 | 時間 |
| 1.                                                           | 「ミ・アモーレ (Meu amor é･･･)」                                       | 康珍化 | 松岡直也   | 4:08 |
| 2.                                                           | 「ミ・アモーレ (Meu amor é･･･)（エクステンデッド・ダンス・ミックス）」 | 康珍化 | 松岡直也   | 5:26 |
| 3.                                                           | 「ミ・アモーレ (Meu amor é･･･) (Instrumental)」                        | 康珍化 | 松岡直也   | 4:06 |
| 合計時間:                                                    | 合計時間:                                                              | 13:04  |            |      |

## その他のカバー
- 石原詢子 - 2004年、DVD『デビュー15周年記念 石原詢子リサイタル"花咲きそめし・祭りうた"ライブ』収録

## 参照
注釈
1. ↑  meuは男性形。女性形はminha（読みは「ミーニャ」）。

出典
1. ↑  “【歌姫伝説　中森明菜の軌跡と奇跡】『ミ・アモーレ』の生まれ変わり　代表曲にまったく異なる歌詞を載せ発売した『赤い鳥逃げた』のサプライズ（1/3ページ）”. zakzak (夕刊フジ). (2021年10月26日) 2023年9月18日閲覧。
2. ↑  “Akina – Mi Amore (1985, Vinyl)”. Discogs. 2024年8月1日閲覧。
3. ↑  “iTunes - ミュージック - 中森明菜「ミ・アモーレ（オリジナル・シングル・ジャケット）」”.  Apple. 2012年8月15日閲覧。
4. 1 2  “第27回日本レコード大賞”.  日本作曲家協会. 2011年7月19日時点のオリジナルよりアーカイブ。2011年8月23日閲覧。
5. 1 2 3 4 5  クラブハウス『オリコン No.1 HITS 500 1968〜1985 (上) オリコンチャート1位ヒットソング集』クラブハウス、1998年11月1日、215、267頁頁。ISBN 4906496121。
6. 1 2  『AKINA』（4×12cmCD）中森明菜、ワーナーミュージック・ジャパン、1993年11月10日。WPCL-770〜3。
7. 1 2  『中森明菜 IN 夜のヒットスタジオ』（6DVD）中森明菜、ユニバーサルミュージック合同会社、2010年12月22日、3、56頁。POBD-22017/22。
8. ↑  “ANT Inc.”.   ant-inc.com. 2012年2月29日時点のオリジナルよりアーカイブ。2013年3月17日閲覧。
9. 1 2  クラブハウス『オリコン No.1 HITS 500 1968〜1985 (上) オリコンチャート1位ヒットソング集』クラブハウス、1998年11月1日。ISBN 490649613X。
10. 1 2  『別冊ザテレビジョン ザ・ベストテン 〜蘇る!80'sポップスHITヒストリー〜』角川インタラクティブ・メディア、2004年12月。ISBN 4048944533。
11. ↑  『ザ・ベストテン 中森明菜 プレミアムBOX』（5DVD）中森明菜、ユニバーサルミュージック合同会社、2012年3月28日。POBD-22043/7。
12. ↑  『ザ・トップテン』1985年4月8日放送回
13. 1 2 3 4 5 6 7 8  『ミ・アモーレ〔Meu amor é･･･〕』（EP）中森明菜、ワーナー・パイオニア、1985年3月8日。L-1668。
14. 1 2 3  『D404ME』（LP）中森明菜、ワーナー・パイオニア、1985年8月10日。L-12594。
15. 1 2 3 4 5 6 7  馬飼野元宏『Hotwax presents 歌謡曲 名曲名盤ガイド 1980's』シンコーミュージック・エンタテイメント、2006年7月20日、68、220-222頁頁。ISBN 440175106X。
16. ↑  “D404ME | 中森明菜 | ワーナーミュージック・ジャパン - Warner Music Japan”.   ワーナーミュージック・ジャパン. 2022年7月10日閲覧。
17. ↑  『true album akina 95 best』（3×12cmCD）中森明菜、MCAビクター、1995年12月6日。MVCD-36001-3。
18. ↑  『Akina Nakamori〜歌姫ダブル・ディケイド』（12cmCD）中森明菜、ユニバーサルJ、2002年12月4日。UMCK-1139。
19. ↑  “CR中森明菜 歌姫伝説〜恋も二度目なら〜|特設ページ|Daiichi777”.  大一商会. 2011年8月23日閲覧。
20. ↑  『赤い鳥逃げた』（12inch）中森明菜、ワーナー・パイオニア、1985年5月1日。L-3601。
21. ↑  堤昌司『コンプリート・シングル・コレクションズ〜ファースト・テン・イヤーズ＜ライノ・プレミアム・エディション＞』（4×12cmCD）中森明菜、ワーナーミュージック・ジャパン、2009年6月10日、15-16頁。WPCL-10681/84。
22. ↑  “中森明菜 / BEST [紙ジャケット仕様] [限定] [CD] [アルバム] - CDJournal.com”.   音楽出版社. 2011年8月23日閲覧。
23. 1 2  『別冊ザテレビジョン ザ・ベストテン 〜蘇る!80'sポップスHITヒストリー〜』角川インタラクティブ・メディア、2004年12月、129、131-133頁頁。ISBN 4048944533。
24. ↑  “中森明菜のプロフィール・ヒストリーならオリコン芸能人事典-ORICON STYLE”.  オリコン. 2013年5月21日閲覧。
25. ↑  クラブハウス『オリコン No.1 HITS 500 1986〜1994 (下) オリコンチャート1位ヒットソング集』クラブハウス、1998年11月1日、290頁。ISBN 490649613X。
26. ↑  “NHK紅白歌合戦ヒストリー”. 第36回.  NHK. 2001年8月23日閲覧。
27. ↑  『中森明菜写真集 VINGTANS -20 Years Old-』ケン企画、1985年12月24日。
28. ↑  『felicidad AKINA NAKAMORI LIVE '97』（VHS）中森明菜、ユニバーサルビクター、1997年9月22日。MVVH-5。
29. ↑  “BS-i Online | ドラマ”.  BS-i. 2001年11月26日時点のオリジナルよりアーカイブ。2012年8月15日閲覧。
30. ↑  “BS-i Online”.  BS-i. 2002年10月14日時点のオリジナルよりアーカイブ。2012年8月15日閲覧。
31. ↑  “スポニチアネックス 芸能 記事”. スポーツニッポン.  スポーツニッポン新聞社 (2004年5月16日). 2004年6月3日時点のオリジナルよりアーカイブ。2012年8月15日閲覧。
32. ↑  “Perfect Choice 【 中森明菜 LIVE 2006 - The Last destination - 】”.  スカパー!. 2007年3月26日時点のオリジナルよりアーカイブ。2012年8月15日閲覧。
33. ↑  “ミ・アモーレ/中森明菜 本・コミックからDVD・CD・ゲームまで通販なら【TSUTAYAオンラインショッピング】”.  カルチュア・コンビニエンス・クラブ. 2012年8月15日閲覧。
34. ↑  『ミ・アモーレ〔Meu amor é･･･〕』（CT）中森明菜、ワーナー・パイオニア、1988年12月21日。10L5-4050。
35. ↑  “ミ・アモーレ/中森明菜 本・コミックからDVD・CD・ゲームまで通販なら【TSUTAYAオンラインショッピング】”.   カルチュア・コンビニエンス・クラブ. 2012年8月15日閲覧。
36. ↑  “mora[モーラ] : 中森明菜「ミ・アモーレ」を試聴・ダウンロード”.  レーベルゲート. 2012年8月15日閲覧。
37. ↑  “ミ・アモーレ｜中森明菜｜試聴・ダウンロード ListenJapan 【 リッスンジャパン 】”.   Listen Japan. 2011年7月21日時点のオリジナルよりアーカイブ。2012年8月15日閲覧。
38. ↑  『BEST』（LP, CT, 12cmCD）中森明菜、ワーナー・パイオニア、1986年4月1日。L-13030、LKG-5030、32XL-150。
39. 1 2  “ANT Inc.”. DISCOGRAPHY.   ant-inc.com. 2013年3月17日閲覧。
40. ↑  “新星堂ONLINE”. HOME ジャズ >ジャズ > ONE LAST FAREWELL Naoya Matsuoka The Best Selection.  新星堂. 2012年9月9日閲覧。
41. ↑  ASIN B00005HIKQ, ヴィーナスを探せ (1994年6月25日) 2012年9月9日閲覧。
42. 1 2 3 4  “JBOOK：ミ・アモーレ：狩人：CD”.  文教堂. 2013年3月16日閲覧。
43. ↑  “狩人 / ミ・アモーレ(Meu amor e…) [廃盤] [CD] [シングル] - CDJournal.com”.   音楽出版社. 2012年8月15日閲覧。
44. ↑  “狩人のCD・DVDリリース情報、狩人のプロフィールならオリコン芸能人事典-ORICON STYLE”.   オリコン. 2013年3月16日閲覧。
45. ↑  コンパクトカセット盤: 
  - “ミ・アモーレ 狩人のプロフィールならオリコン芸能人事典-ORICON STYLE”.   オリコン. 2013年3月16日閲覧。
  - ASIN B00005KZWQ, ミ・アモーレ (Meu amor é･･･) (1996年5月25日)
46. ↑  “CM情報”. ノエビア. 2021年9月4日時点のオリジナルよりアーカイブ。2023年9月18日閲覧。
47. ↑  “ノエビアCMヒッツ! コスメティック ルネッサンス [CD] [アルバム] - CDJournal.com”.   音楽出版社. 2013年3月16日閲覧。
48. 1 2  “JBOOK:ミ・アモーレ(Meu amor e…):片瀬那奈:CD”.   文教堂. 2013年3月15日閲覧。
49. ↑  “ミ・アモーレ(Meu amor e…) 片瀬那奈のプロフィールならオリコン芸能人事典-ORICON STYLE”.   オリコン. 2013年3月15日閲覧。
50. 1 2 3  “Discograpy｜片瀬那奈エイベックスオフィシャルサイト”.  avex trax. 2012年10月6日時点のオリジナルよりアーカイブ。2013年3月15日閲覧。
51. 1 2 3  “片瀬那奈 / ミ・アモーレ(Meu amor e…) [CCCD] [CD] [シングル] - CDJournal.com”.   音楽出版社. 2013年3月15日閲覧。
52. ↑  “Extended 【Copy Control CD】｜HMV ONLINE”.  ローソンHMVエンタテイメント. 2013年3月15日閲覧。
53. ↑  “ミ・アモーレ｜片瀬那奈エイベックスオフィシャルサイト”.   avex trax. 2012年4月26日時点のオリジナルよりアーカイブ。2013年3月17日閲覧。
54. ↑  “JBOOK:EXTENDED:片瀬那奈:CD”.   文教堂. 2013年3月17日閲覧。